# Episodi di Ginny & Georgia (prima stagione)
La prima stagione della serie televisiva Ginny & Georgia, composta da 10 episodi, è stata distribuita sulla piattaforma di streaming Netflix il 24 febbraio 2021.
| nº | Titolo originale                          | Titolo italiano                                   | Pubblicazione USA | Pubblicazione Italia |
| -- | ----------------------------------------- | ------------------------------------------------- | ----------------- | -------------------- |
| 1  | Pilot                                     | Episodio pilota                                   | 24 febbraio 2021  | 24 febbraio 2021     |
| 2  | It's a Face Not a Mask                    | È un viso, non una maschera                       | 24 febbraio 2021  | 24 febbraio 2021     |
| 3  | Next Level Rich People Shit               | Cose che si addicono solo a gente ricca           | 24 febbraio 2021  | 24 febbraio 2021     |
| 4  | Lydia Bennett is Hundo a Feminist         | Lydia Bennett è senza dubbio femminista           | 24 febbraio 2021  | 24 febbraio 2021     |
| 5  | Boo, Bitch                                | Boo, brutta stron*a                               | 24 febbraio 2021  | 24 febbraio 2021     |
| 6  | I'm Triggered                             | Non mi capite                                     | 24 febbraio 2021  | 24 febbraio 2021     |
| 7  | Happy Sweet Sixteen, Jerk                 | Buon compleanno sciocca                           | 24 febbraio 2021  | 24 febbraio 2021     |
| 8  | Check One, Check Other                    | Croce su una parte, croce sull'altra              | 24 febbraio 2021  | 24 febbraio 2021     |
| 9  | Feelings Are Hard                         | Amare è difficile                                 | 24 febbraio 2021  | 24 febbraio 2021     |
| 10 | The Worst Betrayal Since Jordyn and Kylie | Il peggior tradimento dai tempi di Jordyn e Kylie | 24 febbraio 2021  | 24 febbraio 2021     |

## Episodio pilota
- Diretto da: Anya Adams
- Scritto da: Sarah Lampert

### Trama
La quindicenne Ginny Miller si trasferisce a vivere a Wellsbury in Massachusetts con la madre Georgia e il fratellino Austin. A causa delle numerose relazioni sentimentali di Georgia, i Miller non hanno mai avuto una sistemazione stabile e Ginny, decisamente più matura della madre che rimase incinta di lei quando aveva la sua età, ha sofferto di questi continui spostamenti. L'approdo a Wellsbury ha fatto seguito alla morte di Kenny, il marito di Georgia, ferito in un incidente stradale.
Nella nuova scuola Ginny finisce subito sotto l'ala protettrice di Maxine Baker, la vicina di casa sorella gemella di Marcus, uno scapestrato che dà soltanto preoccupazioni all’apprensiva madre Ellen. Georgia fa la conoscenza del sindaco Paul Randolph. Ginny sogna di perdere la verginità con Marcus, al quale dà un bacio dopo aver fatto un giro sulla sua moto. Georgia non vede di buon occhio l'infatuazione della figlia per Marcus, poiché le ricorda la relazione avuta quindici anni prima con quello che sarebbe diventato il padre di Ginny. Quest'ultima viene invitata a uscire da Hunter Chen, un ragazzo decisamente meno pericoloso rispetto a Marcus e che quindi incontra l'approvazione della madre. Tornata delusa dall'appuntamento con Hunter, Ginny riceve la visita di Marcus che le confessa di pensare continuamente a lei; i due ragazzi fanno sesso, dopodiché concordano di tenere nascosto quanto successo tra loro.
Georgia si è accorta che la sua carta di credito, cointestata con Kenny, risulta bloccata. La donna ha messo la protezione verso i propri figli come priorità assoluta, tanto da essersi accorta che ultimamente Kenny riservava delle strane attenzioni a Ginny; ciò l'ha indotta ad avvelenare il centrifugato di Kenny, causandogli un attacco cardiaco mentre era alla guida che l’ha condotto alla morte.

## È un viso, non una maschera
- Diretto da: Anya Adams
- Scritto da: Sarah Lampert e Debra J. Fisher

### Trama
Georgia viene assunta nello staff di Paul, affiancando l'antipatico braccio destro del sindaco Nick che non perde occasione di trattarla alla stregua di una serva e farla sentire inadeguata per non aver nemmeno conseguito il diploma. Ginny viene invitata da Maxine a conoscere meglio il gruppo di amici, provando a fumare il bong e facendo i conti con profonde differenze culturali rispetto agli altri ragazzi. Austin è nominato "stella della settimana", quindi deve portare a scuola un oggetto che rappresenti la sua personalità.
Ginny è coinvolta dalle nuove "amiche" nel taccheggio in una boutique; Georgia impartisce una lezione alla figlia, costringendola a lavorare part time nel bistrot di Joe per imparare il valore dei soldi. La presentazione di Austin non è stata un successo, così Georgia fa recapitare in classe uno scatolone di ghiaccioli che riscuotono l'approvazione generale. Georgia inizia a fare la guerra a Cynthia Fuller, la madre di Zach, un compagno di classe di Austin che gli sta dando il tormento sin dal suo arrivo.
Amber Lynn, l'ex moglie di Kenny che non ha mai accettato la fine del loro matrimonio, assolda un investigatore privato per fare luce sulle cause della morte dell'ex marito, convinta che ci sia dietro lo zampino di Georgia.

## Cose che si addicono solo a gente ricca
- Diretto da:
- Scritto da: Danielle Hoover e David Monahan

### Trama
Mentre ha iniziato a lavorare al Blue Farm Cafe di Joe, Ginny non vede l'ora di partecipare all'atteso pigiama party degli studenti del secondo anno; siccome Ellen non è dell'idea di mandarci Maxine e Marcus, Georgia la convince a fare le sorveglianti alla festa. Paul si propone come babysitter per Austin, affinché Georgia possa trascorrere tranquillamente la serata. Ginny chiede alla madre di non metterla in imbarazzo, dato che più di un compagno di classe ha espresso apprezzamento per l'avvenenza della signora Miller. Paul ha difficoltà a far divertire Austin, trovando un diversivo nel calcio.
Andata in bagno a sistemarsi i capelli, Ginny ci trova Marcus, auto-isolatosi perché non ama i coetanei del secondo anno, preferendo stare con i ragazzi più grandi come la fidanzata Padma. Marcus mostra a Ginny un lato nascosto di sé, dovuto in parte alle aspettative della comunità di Wellsbury verso i propri giovani, ma anche alla morte del suo migliore amico avvenuta l'anno precedente. Maxine, lesbica dichiarata, si fa avanti con Riley, una compagna del corso di teatro che purtroppo stronca i suoi desideri; andata a sfogarsi da Georgia, le due entrano in bagno proprio mentre Ginny e Marcus si stanno per baciare. Ginny accusa la madre di essere invidiosa dello status sociale che sta conquistando a Wellsbury.
Paul trova in casa di Georgia delle carte di credito che la donna ha fatto intestare ad Austin; questo perché l'ex moglie di Kenny, il suo ultimo marito morto in un incidente stradale, le ha fatto bloccare il conto corrente cointestato. Al termine della festa, Hunter chiede a Ginny di fidanzarsi ufficialmente. Ellen si congratula con Georgia perché adesso, portata a termine con successo la festa, può considerarsi a pieno titolo una mamma di Wellsbury. Maxine trova Sophie, una ragazza più grande del corso di teatro che potrebbe essere interessata a lei.

## Lydia Bennett è senza dubbio femminista
- Diretto da:
- Scritto da: Tawnya Bhattacharya e Ali Laventhol

### Trama
Paul chiede conto a Georgia delle carte di credito a nome di Austin, non volendo grane nel proprio ufficio; la donna addossa la colpa al padre del bambino, attualmente in carcere, dopodiché si finge indignata con il sindaco per aver ficcato il naso in casa sua. Per farsi perdonare, Paul accetta di accogliere la proposta precedentemente avanzata da Georgia sulla raccolta fondi scolastica, sostituendo la tradizionale vendita di torte organizzata da Cynthia con una serata a tema casinò. Ginny teme che Hunter abbia perso interesse nei suoi confronti, avendogli inviato una fotografia provocante a cui non ha risposto; in compenso inizia una conversazione con Marcus in cui le viene chiesto di auto-provocarsi un orgasmo.
I preparativi della serata casinò non procedono come previsto per Georgia, desiderosa di mettere a segno un altro colpo dopo il pigiama party e zittire la saccente Cynthia. Il gelo in corso tra Ginny e Hunter traspare durante una lezione, quando il ragazzo contesta la sua rilettura femminista del personaggio di Lydia Bennet in Orgoglio e pregiudizio. Georgia costringe la figlia ad assumere un contraccettivo in vista del momento in cui comincerà ad avere rapporti sessuali. Siccome i guadagni della serata casinò sono al di sotto delle aspettative, Georgia improvvisa un'asta che le consente di racimolare una somma considerevole; Paul si dice sorpreso dei suoi molteplici assi nella manica.
Ginny e le amiche assistono al contest musicale a cui partecipa la band di Hunter; questi, per riallacciare i rapporti con la ragazza, decide di cantare al posto della frontwoman Padma e dedicarle la canzone. Georgia confida i propri sentimenti a Paul, ricevendo un invito a cena.

## Boo, brutta stron*a
- Diretto da:
- Scritto da: Mike Gauyo e Briana Belser

### Trama
Georgia riceve un paio di telefonate mute da un numero sconosciuto; Ginny nota che la madre è agitata, ma crede che sia per l'appuntamento con Paul. Il video della canzone di Hunter dedicata a Ginny sta facendo il botto su YouTube, rendendola notevolmente popolare a scuola. Maxine la invita a unirsi alla festa di Halloween e, sfruttando la presenza dell'ormai celeberrima Ginny, riesce a invitare anche studenti dell'ultimo anno come Sophie. La crescente popolarità di Ginny comporta anche la presenza di hater che la attaccano per il suo non essere una ragazza bianca americana.
Paul si dice ammirato dallo splendido lavoro che Georgia sta facendo con i suoi figli, nonostante li abbia dovuti crescere da sola. Georgia ricorda quando nacque Ginny e i genitori di Zion volevano la custodia legale della bambina, così da consentire loro di proseguire gli studi; nonostante il ragazzo stesse valutando di accogliere la proposta dei genitori, Georgia si oppose e ruppe ogni rapporto con Zion, oggi un fotografo in giro per il mondo. Ginny conosce genitori e sorelle di Hunter, conquistando tutti con le sue reminiscenze di mandarino; la ragazza riscontra però come la vita di Hunter sia rigidamente programmata per il successo, tanto che la madre gli sta già facendo pressione per compilare la lista dei papabili college in cui andare, benché sia solo al secondo anno. Ancora furente per lo smacco ricevuto da Georgia alla raccolta fondi, Cynthia contesta pubblicamente l'operato di Paul come sindaco, annunciando la propria candidatura per offrire un'alternativa e ripristinare il rigore morale in città.
Alla festa di Halloween Ginny e le amiche concordano di vestirsi come Britney Spears; durante una pausa, Ginny legge un commento al video in cui viene accusata di essere una nera che si atteggia a fare la bianca, facendo i conti con le difficoltà di gestire la sua identità multiculturale. Maxine è su di giri nel vedere Sophie arrivare alla festa, rovinando tutto perché il suo atteggiamento sopra le righe non è affatto gradito alla nuova fiamma. Georgia è disposta a interrompere la relazione con Paul per non renderlo vulnerabile nel confronto con Cynthia, ma il sindaco è risoluto nel condurre la propria vita privata come meglio crede. Quando arriva a casa, Georgia trova seduta sul divano sua sorella Maddie, arrivata a Wellsbury insieme al figlio Caleb per risolvere alcuni attriti del passato; Ginny reagisce male alla presenza della zia e del cugino, avvertendo sua madre che non le permetterà di rovinare la vita felice che si sta costruendo a Wellsbury. Quel che è peggio però è che in città è arrivato anche Zion. A scuola Austin aggredisce Zach con una matita dopo che questi gli ha rinfacciato la liason tra sua madre e il sindaco.

## Non mi capite
- Diretto da:
- Scritto da: Danielle Hoover e David Monahan

### Trama
Austin viene sospeso da scuola; Georgia promette, soprattutto per placare Cynthia, che lo farà visitare da uno psicologo, benché non ne abbia la minima intenzione perché in fondo è stato Zach a provocarlo. Anche se Maddie non vuole rivelare il motivo per cui ha deciso di venire a Wellsbury, Georgia finisce comunque per accettare la presenza della sorella, soprattutto considerando che Austin ha subito legato con il cugino Caleb. Georgia ripensa a quando da giovane, per sbarcare il lunario, avesse organizzato una bisca clandestina nell'appartamento in cui viveva a New Orleans con Ginny piccolina; un giorno si era presentata Maddie per chiederle ospitalità, ma l'aveva cacciata dopo che vegetava in casa come una parassita e trascurava Ginny.
Ginny continua a non accettare la presenza della zia Maddie, rea di essersi seduta a spettegolare con le sue amiche mentre lei stava lavorando; Georgia invece sta riscoprendo un'intesa con la sorella che credeva perduta. Paul arriva a casa Miller mentre Georgia e Joe, dopo aver sistemato l'ubriaca Maddie a letto, stavano per baciarsi. Guardando il cellulare di Maddie, Georgia scopre che la sorella è in contatto con un investigatore privato di nome Cordova al quale passa tutte le informazioni sulla sua nuova vita. Georgia mette nuovamente Maddie alla porta, esattamente come accadde a New Orleans, sentendosi chiamare da questa con il suo vero nome, Mary, e rinfacciare per qualcosa di spiacevole fatto al padre. Maxine ottiene da Sophie una seconda occasione per dimostrarle che non è una svalvolata. Rovistando nella camera della madre, Ginny rinviene una scatola contenente vecchi ricordi di Georgia e un revolver.
Georgia spiega alla figlia che vorrebbe tanto raccontarle la verità sul proprio passato, ma se dovesse farlo poi Ginny non riuscirebbe più a guardarla con gli stessi occhi di adesso. Determinata a vincere il muro di resistenza della madre, Ginny telefona di nascosto a suo padre.

## Buon compleanno sciocca
- Diretto da:
- Scritto da: Tawnya Bhattacharya e Ali Laventhol

### Trama
È il compleanno di Ginny, ma la tensione con Georgia non si è ancora allentata per il suo rifiuto ad aprirsi sul proprio passato; Zion fa recapitare una pianola alla figlia, mentre Georgia le promette che il suo regalo sarà memorabile. Hunter entra sempre più nel cuore di Ginny, esibendosi in un balletto di tip-tap sulle note di Tanti auguri a te; adesso che ha sedici anni Ginny si sente pronta a fare l'amore con il proprio ragazzo. Paul e Cynthia si sfidano in un dibattito pubblico, dove la signora Fuller si dimostra sempre meno in grado di dare una visione alla città, limitandosi a vaghe promesse di corto respiro. Austin non vuole tornare a scuola e rivedere Zach; Paul gli fa capire che scusarsi con lui sarebbe un buon inizio.
Georgia telefona a un certo Marty per avvisarlo che ha un investigatore privato alle costole, chiedendogli di fare per lei la stessa cosa di New Orleans. Marcus torna alla carica con Ginny, regalandole un dipinto che le piace molto; la ragazza mette un punto fermo sulla loro amicizia, oltre la quale non devono andare. La sorpresa di Georgia è un pigiama party per Ginny e le sue amiche; alla festa si uniscono Nick e il suo nuovo fidanzato Jesse, il quale è un infiltrato nella cerchia di Georgia per fare luce sulle cause della morte di Kenny. Ginny e le ragazze abbandonano la camera, dove Georgia le aveva lasciate a guardare un film, per andare a festeggiare a casa di Maxine; qui Ginny e Hunter dovrebbero fare sesso, così come Maxine e Sophie che ormai fanno coppia fissa, ma entrambe le coppie scelgono di fermarsi prima. Scoperta la fuga delle ragazze, Georgia segnala alle autorità una festa non autorizzata, nel mentre gli invitati sono ubriachi dopo aver bevuto gli alcolici sottratti a Georgia. Costei lascia che la figlia e i suoi amici vengano portati in commissariato, affinché resti loro di lezione come comportarsi.
Rilasciata dalla polizia, Ginny dà la propria approvazione a Paul perché non aveva mai visto la madre così felice. Una volta a casa, di fronte all'insistenza di Ginny, Georgia le confessa di essere stata stuprata dal patrigno, motivo per cui vuole tenerla all'oscuro del passato. Madre e figlia tornano ad avere un rapporto normale, quindi Georgia, adesso che Ginny sta entrando nell'età adulta, la avverte che il testamento di Kenny è stato impugnato e quindi rischiano di avere difficoltà economiche.

## Croce su una parte, croce sull'altra
- Diretto da:
- Scritto da: Mike Gauyo e Briana Belser

### Trama
A due settimane dalle elezioni Cynthia sferra un attacco a Paul per la sua relazione con Georgia; mentre la donna vorrebbe rispondere a tono, il sindaco è invece proiettato alla cena con i finanziatori, occasione propizia per recuperare voti. Marcus viene lasciato da Padma perché ha capito che non è completamente interessato a lei. La classe di Ginny deve scrivere un saggio sul luogo a cui sono maggiormente legati e il lavoro migliore parteciperà al concorso letterario nazionale Pulitzer Junior; Ginny prende molto sul serio il compito, avendo bisogno di un'attività extra per i crediti del college.
Zion arriva a Wellsbury e Paul esprime il desiderio di conoscerlo a cena; i due uomini, a dispetto di un'iniziale diffidenza, trovano un punto in comune in un viaggio sull'Himalaya. La campagna diffamatoria di Cynthia sta facendo perdere finanziatori a Paul, accusato dalla rivale di non poter aiutare le famiglie non avendone una propria. Ginny vorrebbe che suo padre si trattenesse a Wellsbury, dato che la sua presenza ha l'effetto di riequilibrare Georgia; a un poetry slam a Boston Zion promette alla figlia che rimarrà al suo fianco. Tuttavia, una volta tornati a casa, Georgia si arrabbia con Ginny perché ha sorpreso Marcus intento ad arrampicarsi sulla finestra di camera sua, scoperchiando la relazione segreta della figlia. Ginny svolge un tema a braccio molto intenso sul non avere radici che viene applaudito dalla classe, ma a sorpresa come candidato al Pulitzer Junior viene scelto Hunter; il professore le spiega che il suo testo non rispettava i requisiti del concorso, essendo troppo anticonvenzionale. Questo episodio scatena una discussione tra i due fidanzati perché Ginny accusa Hunter di non essere mai stato discriminato come lei; Hunter replica che non è affatto vero, essendo lui per metà taiwanese, lasciando intendere che Ginny ama atteggiarsi a vittima.
Cynthia intervista in televisione la madre di Nora, una delle amiche di Ginny, facendo sapere al pubblico che Georgia tiene delle armi in casa. Jesse si accorge, dalle fotografie scattate a tradimento a Georgia, che la donna sta innaffiando la luparia, pianta velenosa da lei usata per il cocktail letale dato a Kenny il giorno della sua morte. Peraltro non è stata la prima volta che Georgia ha avvelenato un uomo, avendo fatto altrettanto a New Orleans con il patrigno che non voleva lasciarla andare. Paul rimprovera Georgia per le armi, avvertendola che tra loro non possono esserci segreti; convinta che la storia con il sindaco sia destinata a non durare, Georgia si riavvicina a Zion. Marcus si dichiara a Ginny, ma lei lo manda via in maniera aggressiva; salito a bordo della sua moto, Marcus si allontana a tutta velocità e ha un incidente poco lontano dall'isolato.

## Amare è difficile
- Diretto da:
- Scritto da: Danielle Hoover e David Monahan

### Trama
Marcus torna dall'ospedale con una commozione cerebrale e qualche escoriazione. Ginny si sente responsabile di aver causato lo stato d'animo alterato con cui Marcus si è incautamente messo alla guida; il fatto che Hunter la stia ignorando contribuisce a farle credere che il karma la stia spingendo verso Marcus. Georgia pensa che la notte trascorsa con Zion sia stata un semplice errore; l'uomo è invece di parere opposto, tanto da essere determinato a ricostruire la famiglia che fu. Jesse, che si rivela essere l'avvocato della famiglia di Amber, riferisce al giudice le sue scoperte a proposito della luparia coltivata da Georgia, ottenendo il nulla osta alla riesumazione del cadavere di Kenny per condurre ulteriori accertamenti. Mentre sta giocando a nascondino con Zion, Austin trova la scatola dei ricordi di Georgia.
Georgia sprona Paul a cambiare strategia per stanare Cynthia, presentandosi come l'uomo del fare contro le chiacchiere vuote della sua avversaria. Sophie viene ammessa al college e, non credendo che una storia a distanza con Maxine possa funzionare, la lascia. Ginny si scusa con Marcus, scoprendo che non ha risposto ai suoi numerosi messaggi non per volontà di ignorarla, ma perché ha perso il cellulare durante l'incidente; i due ragazzi stanno per baciarsi, quando vengono interrotti da Abby, una delle amiche di Ginny, che la invita a lasciar perdere il fratello della sua migliore amica. Georgia rivela a Paul che è andata a letto con Zion, oltre all'intenzione espressa dal padre di sua figlia di restare a Wellsbury; il sindaco decide di afferrare il toro per le corna, sbattendole davanti l'anello di fidanzamento che aveva comprato per lei già dopo il loro primo appuntamento, avendo capito subito che era la donna della sua vita. Lo stesso Zion, resosi conto dell'intesa tra Georgia e Paul, accetta di farsi da parte; Ginny non prende bene l'ennesima dipartita del padre, anche se ha promesso di restare nelle vicinanze.
Ginny entra in camera di Marcus dalla finestra, come lui aveva fatto tante volte, rivelandogli i propri sentimenti; i due ragazzi fanno sesso, terminato il quale Marcus confessa che era la sua prima volta. Ginny si accorge che Austin ha guardato nella scatola della madre, rimanendone sconvolto; questo perché Georgia ha falsificato le lettere del padre di Austin, facendogli credere che gli scrivesse veramente lui. Cynthia si introduce nell'ufficio di Georgia, scoprendo alcune operazioni bancarie sospette. Qualcuno ha sottratto il cadavere di Kenny prima dell'autopsia. Il telefono di Marcus è stato ritrovato, ma finisce tra le mani di Maxine che può così vedere tutti i messaggi scambiati tra il fratello e Ginny da quando lei è arrivata a Wellsbury.

## Il peggior tradimento dai tempi di Jordyn e Kylie
- Diretto da:
- Scritto da: Sarah Lampert e Debra J. Fisher

### Trama
Alla vigilia delle elezioni Paul annuncia il matrimonio con Georgia, sperando in questo modo di assestare il colpo definitivo a Cynthia che lo aveva sempre criticato sulla famiglia. La sfidante si materializza nel suo ufficio per accusare Georgia di aver distratto soldi dalle casse comunali, ma Paul prende le difese della futura moglie e fa passare l'uscita di Cynthia come nervosismo elettorale; Nick bisbiglia a Georgia che si era accorto dei fondi mancanti e si è occupato lui, proprio quella mattina, di ripianarli. Maxine ha fatto terra bruciata intorno a Ginny, la quale ignora il motivo di questa improvvisa discordia; Hunter vorrebbe provare a far ripartire la loro relazione e le propone un incontro chiarificatore. Joe scopre che Georgia ha tenuto un paio di occhiali da sole che lui le aveva regalato quindici anni prima, quando si erano casualmente incontrati, ma non riesce a rivelarle i propri sentimenti. Georgia è preoccupata per Austin, ripiombato nello stesso mutismo che lo colpì quando il padre finì in prigione.
Al saggio scolastico Ginny vuole sapere da Maxine cosa sia successo tra loro, ottenendo come risposta che la sua colpa è aver fatto sesso con il fratello. Durante una pausa dello spettacolo Ginny, nel tentativo di rappacificarsi con Maxine, finisce con il peggiorare la situazione, facendo scoprire ad Hunter che lo ha tradito con Marcus; costui irrompe per rivendicare la relazione iniziata con Ginny, prendendosi un pugno da Hunter. La lite tra i figli si estende ben presto ai genitori, con Ellen che rimprovera Georgia di non averla informata sulle capatine di Marcus alla finestra della camera di Ginny; quest'ultima avverte la madre di aver scritto al padre di Austin il loro indirizzo, scatenando la rabbia di Georgia perché non avrebbe dovuto farlo. Ginny ricatta il professor Gitten, l'insegnante di letteratura inglese che non l'ha mai sopportata per le sue posizioni femministe, minacciando di denunciarlo per razzismo alla commissione scolastica se non le firmerà una lettera di raccomandazione per il college.
Ormai bandita dal gruppo di Maxine, Ginny diventa amica di Bracia, una ragazza dell'ultimo anno con cui condivide le battaglie femministe. Jesse rivela a Ginny di essere un investigatore privato, informandola di tutti i dettagli del caso di Kenny e additando direttamente Georgia come responsabile della sua morte; Ginny glissa, dichiarandosi dalla parte di sua madre, e quando torna a casa si preoccupa di bruciare la pianta di luparia. Ginny aveva promesso alla madre di raggiungerla al municipio, dove nel frattempo viene annunciata la rielezione di Paul a sindaco, ma la ragazza prende una decisione del tutto inattesa, fuggendo via con Austin a bordo di una motocicletta. Jesse viene informato che Georgia si era già sposata con un altro uomo di nome Anthony Greene, misteriosamente scomparso poche settimane dopo il loro matrimonio. Mentre festeggia sul palco al fianco di Paul, Georgia gioisce nel ripensare a tutto il lavoro fatto per spianare la strada a Ginny, la quale non dovrà guardarsi indietro come ha dovuto fare lei; quel che la donna però ignora è che i suoi due figli stanno scappando lontano da lei.